# Mauricio Casierra
Mauricio Ferney Casierra (Tumaco, 12 agosto 1985) è un ex calciatore colombiano, di ruolo difensore.

## Carriera

### Club
Nel 2011 è ritornato a vestire la maglia dell'Once Caldas, dopo averla indossata per la prima volta nella stagione 2007-2008.

### Nazionale
Ha militato nella Nazionale colombiana.